# Tjalling Koopmans
Tjalling Charles Koopmans (28. srpna 1910 's-Graveland – 26. února 1985 New Haven) byl nizozemský ekonom, který v roce 1975 spolu s Leonidem Kantorovičem získal Cenu Švédské národní banky za rozvoj ekonomické vědy na památku Alfreda Nobela za „příspěvek k teorii optimální alokace zdrojů“. Zabýval se převážně ekonomickou matematikou, ekonometrií a statistikou. V roce 1940 se přestěhoval do Spojených států a v roce 1955 začal pracovat na Yaleově univerzita.